# Березец
Березе́ц (укр. Березець) — село в Комарновской городской общине Львовского района Львовской области Украины.
Население по данным 2025 года составляло 809 человек. Занимает площадь 153,8 км². Почтовый индекс — 81573. Телефонный код — 3231.

## Персоналии
- Сбитов, Павел Олегович